# بني عامر (المنصورية)
بني عامر هو دُوَّار يقع بجماعة المنصورية، إقليم بنسليمان، جهة الدار البيضاء سطات في المملكة المغربية. ينتمي الدوّار لمشيخة المنصورية التي تضم 3 دواوير. يقدر عدد سكانه بـ 2278 نسمة حسب الإحصاء الرسمي للسكان والسكنى لسنة 2004.

## روابط خارجية
- البوابة الوطنية للجماعات الترابية نسخة محفوظة 12 مارس 2018 على موقع واي باك مشين.
- المندوبية السامية للتخطيط